# TAZARA

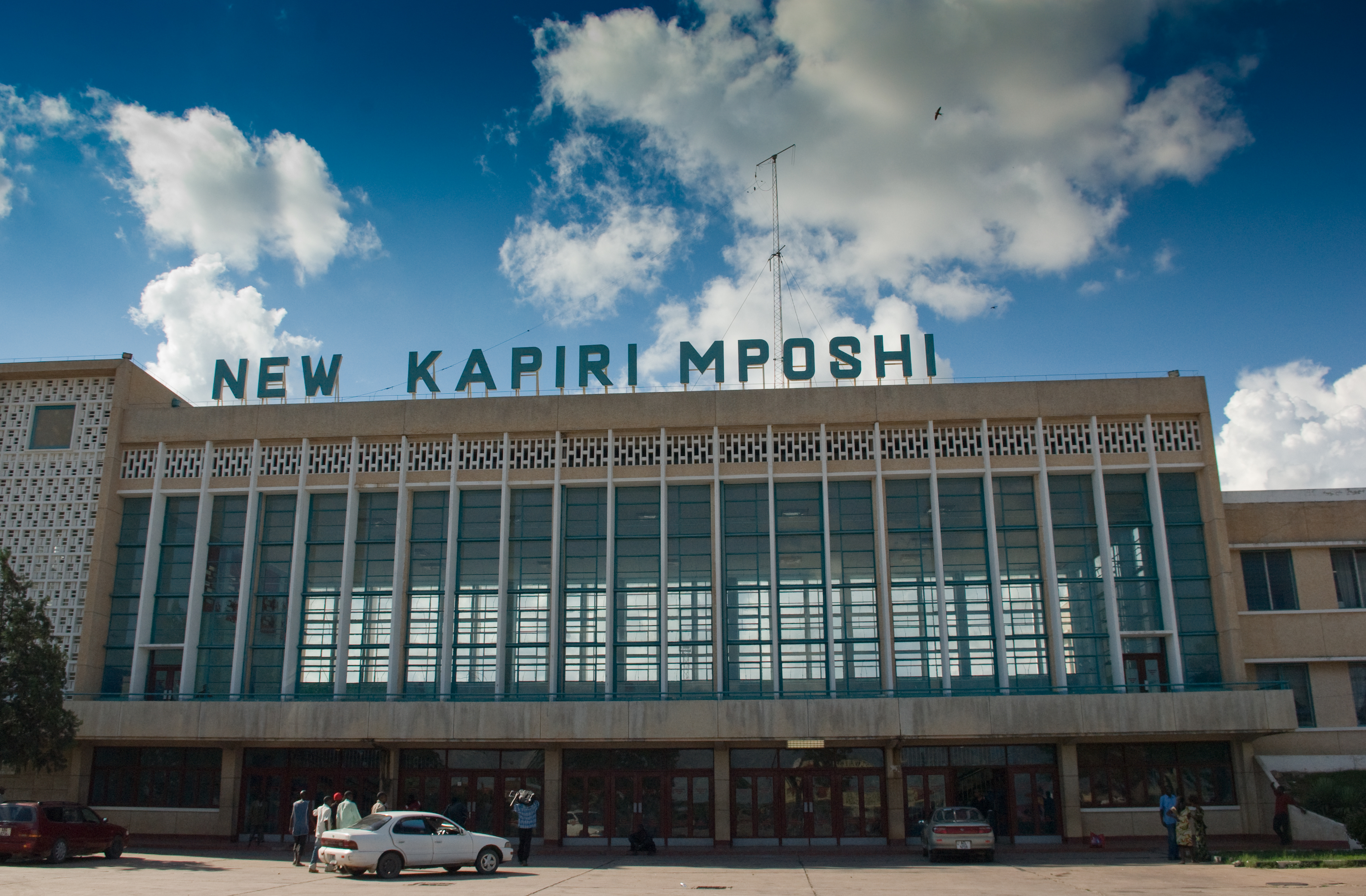
Konečná stanice v Kapiri Mposhi

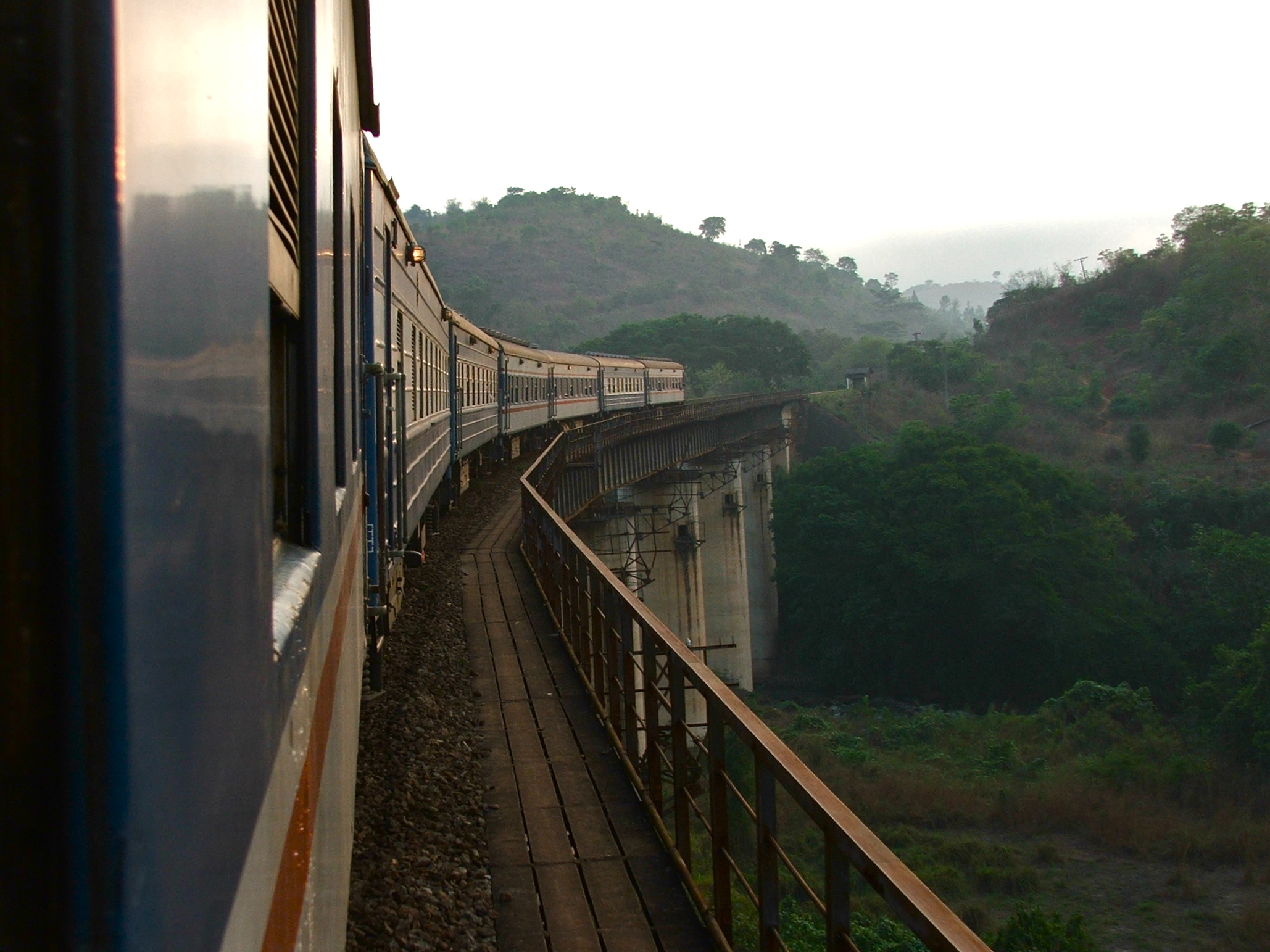
Úsek trati nedaleko města Iringa

TAZARA (celým názvem Tanzania-Zambia Railway, Tanzansko-zambijská železnice) je dálková železnice v Africe. Začíná v největším tanzanském městě Dar es Salaamu na pobřeží Indického oceánu a vede do Kapiri Mposhi v Zambii, kde se napojuje na dráhu spojující hlavní město Lusaku s hornickou oblastí Copperbelt na severu země. Trať je dlouhá 1 860 km, spravuje ji společnost Tanzania-Zambia Railway Authority, která je ve společném vlastnictví obou států. Je známá také pod názvy Tan-Zam nebo Uhuru Railway (Železnice svobody). Trať má rozchod koleje 1067 mm (tzv. kapský rozchod).
Železnice vede přes národní park Mikumi a Selousovu rezervaci. V Kidatu z ní odbočuje trať do Kilosy, spojující Tazaru s Central Line vedoucí střední Tanzanií k jezeru Tanganika. Nejvyšší bod trati leží v pohoří Kipengere nedaleko města Mbeya a má nadmořskou výšku 1789 metrů.
Důvodem stavby dráhy byla roztržka mezi Zambií a režimem bílé menšiny v Rhodesii, přes jejíž území vedla železnice spojující Zambii s mořem a umožňující její export. Prezident Zambie Kenneth Kaunda a jeho tanzanský kolega Julius Nyerere se proto rozhodli vybudovat železnici spojující obě země, nedokázali však pro tento účel získat zahraniční půjčku, proto se rozhodli obrátit o pomoc na Čínskou lidovou republiku. Stavba byla zahájena v roce 1970 a dokončena v roce 1975, provoz byl zahájen v červenci 1976. Šlo o první velký čínský rozvojový projekt v zahraničí, náklady se odhadují na 988 000 000 jüanů (asi pět set milionů amerických dolarů), na stavbě pracovalo 50 000 dělníků, z toho 16 000 Číňanů. Železnice přinesla množství pracovních příležitostí, v návaznosti na ni vznikla také přehrada Kidatu s hydroelektrárnou nebo papírna na řece Rufiji.
Ekonomický efekt dráhy nesplnil očekávání. Plánovala se kapacita dvacet milionů tun nákladu ročně, bylo však dosaženo maximálně dvanácti milionů. Hospodářské potíže obou zemí i konkurence trati do Jihoafrické republiky, zprovozněné po zrušení apartheidu, vedly od devadesátých let k poklesu až na 370 000 tun ročně. Výnosy trati činí 45 miliard šilinků ročně, což nedosahuje ani poloviny nákladů. Zaměstnanci dostávají výplaty se značným zpožděním, což vedlo ke stávce v lednu 2015.